# Den Fredløse
Den Fredløse er en amerikansk stumfilm fra 1916 af Ralph Ince.

## Medvirkende
- Anita Stewart som Muriel Fleming.
- John S. Robertson som Philip Lewis.
- Richard Turner som Graydon Burton.
- Virginia Norden som Mrs. Fleming.
- Winthrop Mendell som Herman Slade.